# Bataille de Bajaur
Cette page se comprend mieux après la lecture de Insurrection islamiste au Pakistan.
- En jaune, l'agence de Bajaur, qui fait partie des régions tribales.
- En bleu, les régions tribales du Pakistan.
- En vert, la province de Khyber Pakhtunkhwa

Insurrection islamiste au Pakistan
Batailles
Bataille de Wana (2004) • Assaut de la Mosquée rouge (2007) • Première bataille de Swat (2007) • Bataille de Bajaur (2008) • Seconde bataille de Swat (2009) • Opération Rah-e-Nijat (2009) • Offensive d'Orakzai et de Kurram (2010 - 2011) • Opération Brekhna (2011) • Opération Zarb-e-Azb (2014)
La bataille de Bajaur ou opération Sherdil est une offensive de l'armée pakistanaise visant à reprendre le contrôle de l'agence de Bajaur aux groupes islamistes l'occupant. En août 2008, un poste-frontière pakistanais avait été établi par les Pakistanais afin de contrôler le village de Loyesam à 12 kilomètres de Khaar où sont situés les quartiers-généraux de l'administration de l'agence de Bajaur. Celui-ci est en revanche bientôt encerclé par des centaines de combattants talibans et les soldats pakistanais battent en retraite.

## L'opération Sherdil
8 000 soldats des forces armées pakistanaises, soutenus par des hélicoptères d'attaque AH-1 Cobra et des avions de combat lancent une offensive afin de sécuriser la région de toute présence talibane qui offrent une résistance féroce, ayant préparé des positions défensives.
Les chasseurs-bombardiers ont entre autres lancé en août 2008 une vague de bombardement contre un bastion des talibans nouvellement découvert d'environ 200 combattants talibans dans le petit village de Loesam. L'opération a impliqué selon le chef d'état-major de l’aviation plus de 650 sorties par des F-16 appuyés par des Lockheed C-130 Hercules, plus de 80 % des bombes utilises étant des armes à guidage de précision.
À la fin de l'année 2008, 1 000 insurgés ont été tués dont Abou Said Al-Masri, un chef local d'Al-Qaïda. Les pertes pakistanaises s’élèvent quant à elles à 82 tués. Les autorités pakistanaises encouragent par ailleurs les tribus locales à se soulever contre les Talibans afin de combattre aux côtés des forces gouvernementales. La tribu des Salarzai, forte de 4 000 combattants armés, répond favorablement à cette initiative.
Selon plusieurs sources, l'attentat de l'hôtel Marriott d'Islamabad survenu le 20 septembre 2008 aurait été perpétré en représailles à l'offensive gouvernementale dans l'agence de Bajaur. Le 8 octobre 2008, l'armée pakistanaise annonce au total avoir tué 2 744 insurgés, dont 328 combattants étrangers et 1 400 blessés depuis le début de l'opération. Le 28 février 2009, l'armée pakistanaise annonce avoir repris le contrôle de l'agence de Bajaur. Des opérations continuent cependant jusqu'en mars 2010, date à laquelle la région est déclarée sécurisée par les autorités pakistanaises, hautement stratégique car frontalière avec l'Afghanistan.